# Xenorhina eiponis
Xenorhina eiponis és una espècie de granota de la família Microhylidae que viu a Indonèsia.